# GD Os Operários
Grupo Desportivo Os Operários, a vegades conegut comSport Operários e Benfica, és un club de futbol de l'illa de Príncipe a São Tomé i Príncipe. L'equip juga a la Lliga de Príncipe de futbol a la seva divisió local i juga a l'Estadi 13 de Julho a la capital de l'illa, tal com fan tots els clubs de l'illa. Antigament havia estat afiliat al S.L. Benfica de Portugal.
El seu logotip té un cercle gruixut amb blau a l'esquerra, vermell al mig i vermell a la dreta. Té el nom del club i la ubicació del club a l'interior amb una pilota de futbol a l'interior. Vesteix camisa vermella i pantaló blanc.

## Història

### Competicions de campionat
L'equip ha guanyat cinc títols regionals i quatre títols nacionals, va ser el sisè equip que va guanyar el seu primer títol el 1990 i el primer de l'illa. El 1993 van guanyar el seu segon títol regional i nacional i el seu tercer regional i nacional el 1998. El seu quart títol el va guanyar el 2004, no va guanyar títols el 2005 i en la temporada 2006 degut raons arbitràries que van relegar equips a la segona divisió, el 2007 el títol regional fou guanyat per UDAPB el 2007. En títols de campionat nacional van quedar segon darrere del Vitória i compartit amb Sporting Praia Cruz fins al 2007, quan el club va guanyar un títol i els totals d'Operários es van convertir en tercers. A nivell regional, posseeix la major quantitat de títols de campionat, únicament va obtenir de 1993 a 2002 i de 2004 a 2009, quan els va compartir amb GD Sundy, es van compartir dos més,  Porto Real el 2016 i el Sporting del Príncipe el 2016. A la fi de setembre de 2017, Os Operários finalment va guanyar un altre títol de campionat regional en 13 anys i es va convertir així en el club amb més nombre de títols regionals (l'última vegada superant els totals un cop compartits per Porto Real, Sporting Príncipe i Sundy).
El club va acabar segon a la temporada 2011 darrere del Sporting Clube do Principe.

### Competicions de Copa
El club també va guanyar dos títols de Copa i va ser finalista el 1999. El 2003 era el tercer club amb més copes guanyades al país, el 2010 el compartia amb el 6 de Setembro de l'illa de São Tomé i posteriorment eho va compartir amb UDRA de la mateixa illa el 2015, el 2016, era el quart. Regionalment, el club va guanyar tres títols, primer el 1999, el 2003 i el 2016. Os Operários va arribar a la final de la Copa nacional de 2016 i va perdre 6-2 davant l'UDRA al novembre. En títols de Copa regional van ser un dels dos clubs que la van compartir el 1999, l'altre va ser el 1º de Maio, després el GD Sundy i va ser un dels tres amb més títols a partir de 2003. Aquest total es va convertir en segon en 2007 darrere de GD Sundy, dos els clubs ho van compartir fins al 2010, ja que l'Sporting ho va compartir fins a l'any 2012, quan els seus totals es van convertir en tercers i fins a 2013, quan es va convertir en el segon lloc, des de 2014 fins a 2016, els van compartir amb Sporting i els seus totals va ser tercer.

## Palmarès
- Campionat de São Tomé i Príncipe de futbol: 4

1990, 1993, 1998, 2004
- Taça Nacional de São Tomé e Príncipe: 2

1992, 2003
- Lliga de Príncipe de futbol: 5:

1990, 1993, 1998, 2004, 2017
- Taça Regional de Príncipe: 3

1992, 1999, 2003

## Historial de lliga i copa

### Campionat de les illes
| Temporada | Divisió | Posició | Jugats | Guanya | Empata | Perd | GF | GC | GD  | Punts | Copa | Qualificació/descens                    |
| --------- | ------- | ------- | ------ | ------ | ------ | ---- | -- | -- | --- | ----- | ---- | --------------------------------------- |
| 2017      | 2       | 1       | 20     | 14     | 4      | 2    | 60 | 18 | +42 | 46    |      | Classificat pel campionat nacional 2017 |